# 諸刃
| ウィキペディアには「諸刃」という見出しの百科事典記事はありません（タイトルに「諸刃」を含むページの一覧/「諸刃」で始まるページの一覧）。 代わりにウィクショナリーのページ「諸刃」が役に立つかもしれません。 |